# Rotaria
Rotaria is een geslacht van raderdiertjes uit de familie van de Philodinidae.

## Soorten
- Rotaria citrina (Ehrenberg, 1838)
- Rotaria neptunia (Ehrenberg, 1830)
- Rotaria rotatoria Pallas, 1766
- Rotaria tardigrada (Ehrenberg, 1830)
- Rotaria tridens (Montet, 1915)
- Rotaria trisecata (Weber, 1888)
- Rotaria laticeps Wulfert, 1942
- Rotaria murrayi Bartoš, 1951
- Rotaria neptunoida Harring, 1913
- Rotaria curtipes (Murray, 1911)
- Rotaria elongata (Weber, 1888)
- Rotaria haptica (Gosse, 1886)
- Rotaria macroceros (Gosse, 1851)
- Rotaria macrura (Ehrenberg, 1832)
- Rotaria magnacalcarata (Parsons, 1892)
- Rotaria mento (Anderson, 1889)
- Rotaria montana (Murray, 1911)
- Rotaria ovata (Anderson, 1889)
- Rotaria quadrangularis (Heinis, 1914)
- Rotaria quadrioculata (Murray, 1902)
- Rotaria socialis (Kellicott, 1888)
- Rotaria sordida (Western, 1893)
- Rotaria spicata (Murray, 1902)